# Kyvadlové hodiny

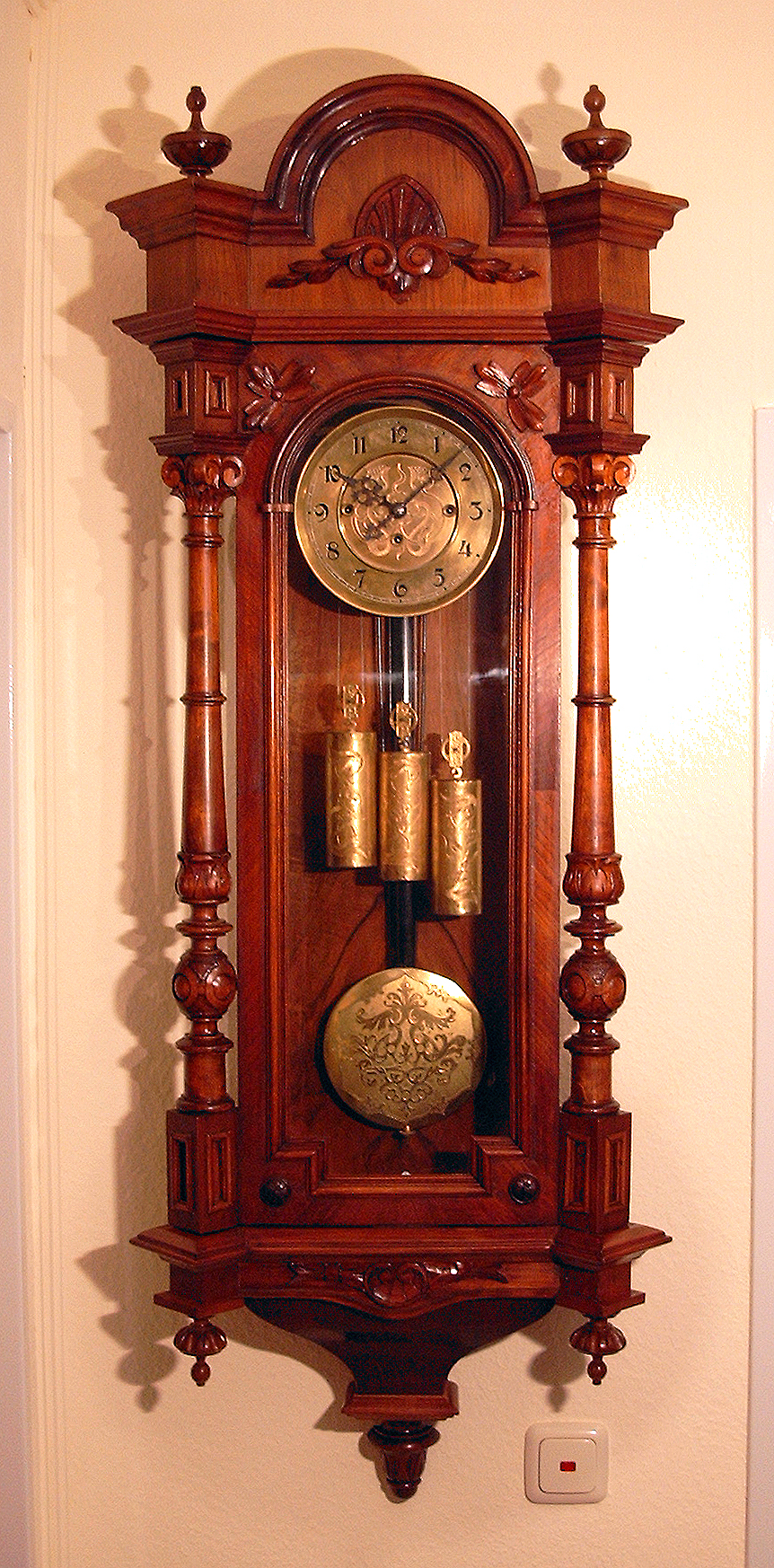

Kyvadlové hodiny (anglicky: Pendulum clock) jsou typem hodin. Jsou to hodiny, které jako svůj časoměrný prvek používají kyvadlo, kyvné závaží. Výhoda kyvadla pro měření času spočívá v tom, že se jedná o přibližný harmonický oscilátor: kývá se tam a zpět v přesném časovém intervalu závislém na jeho délce a odolává kolísání při jiných rychlostech.
Kyvadlové hodiny vynalezl Christiaan Huygens v roce 1656, který se nechal se inspirovat Galileo Galileem.
Do 30. let 20. století šlo o nejpřesnější způsob měření času.

## Galerie

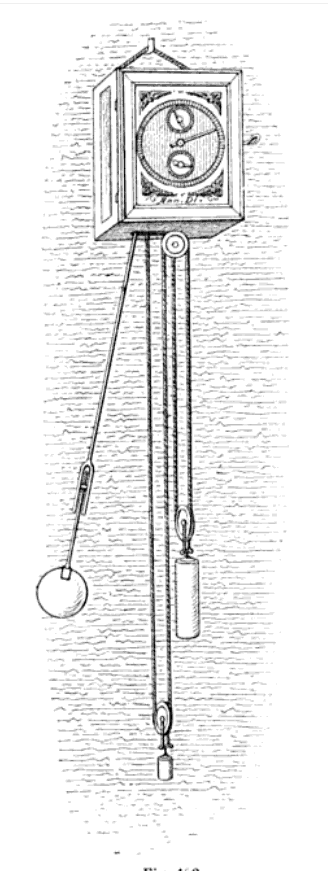
kyvadlové hodiny od Ch. Huygense
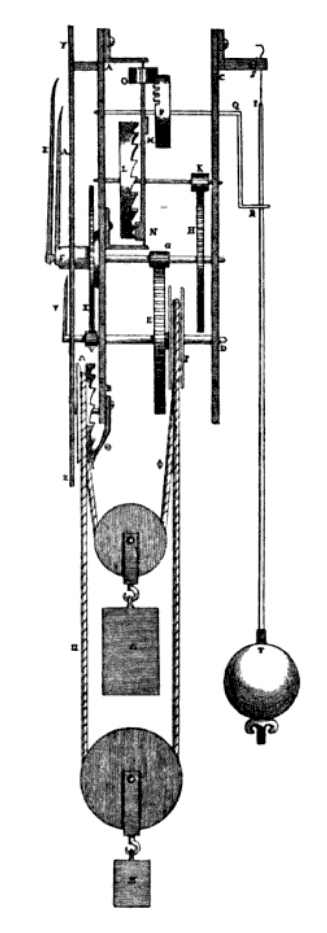
kyvadlové hodiny od Ch. Huygense
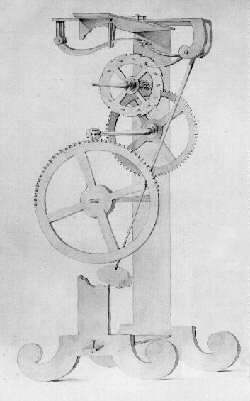
návrh hodin od G. Galilea
Escapement, převádění síly v hodinách
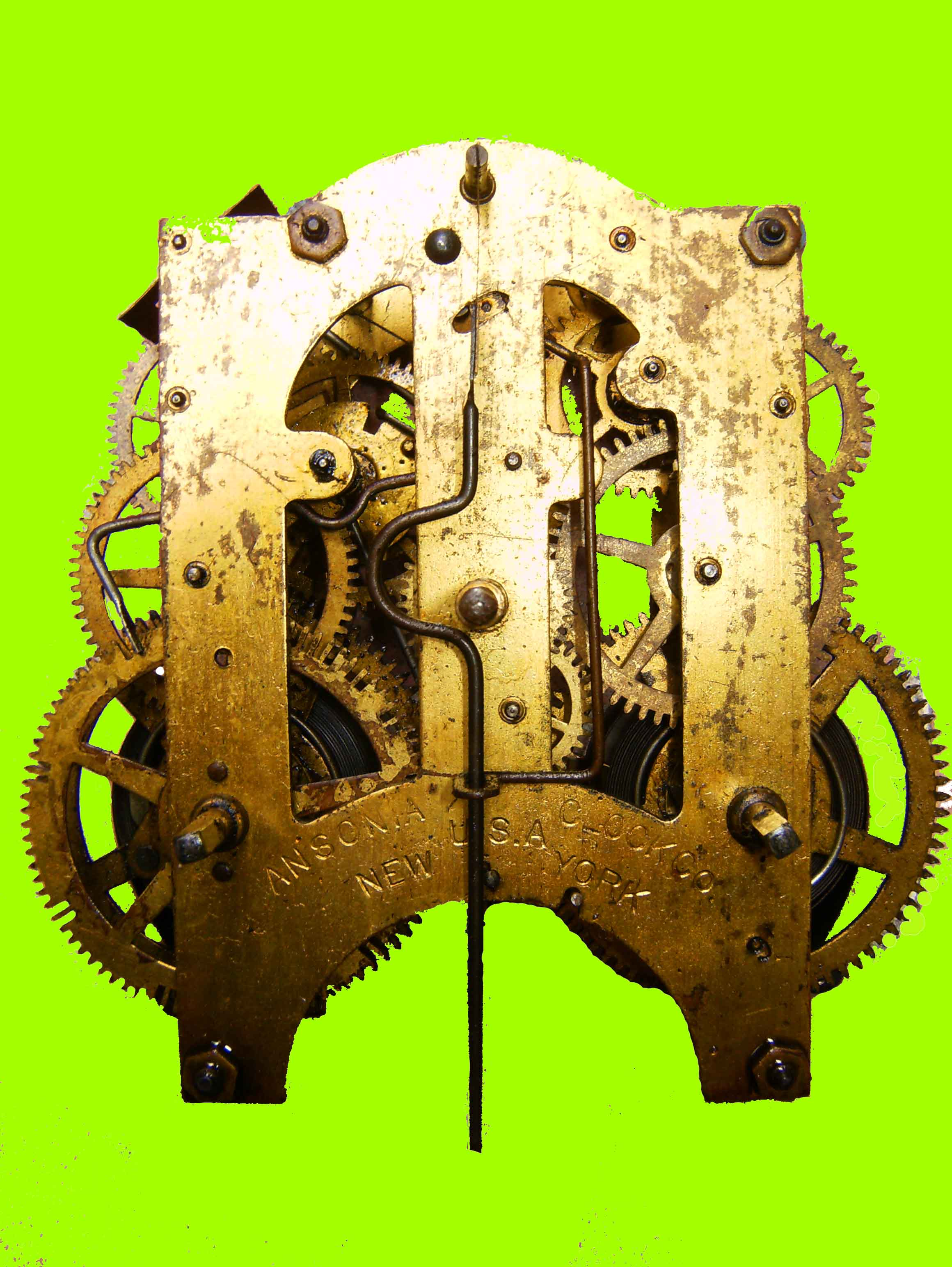
mechanismus hodin

### Kyvadla

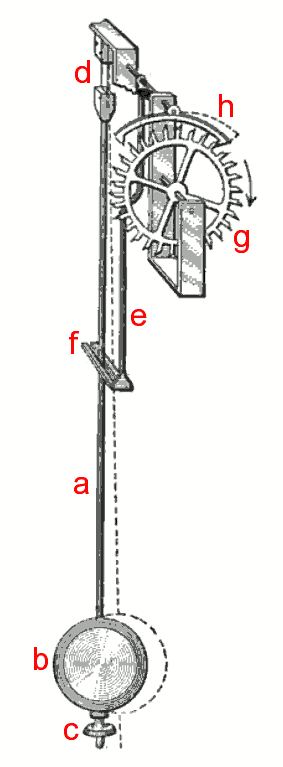
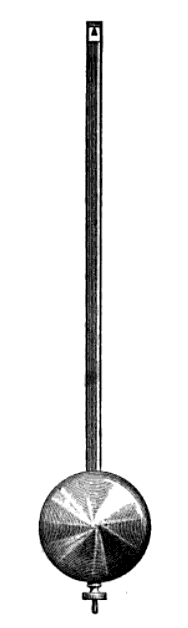
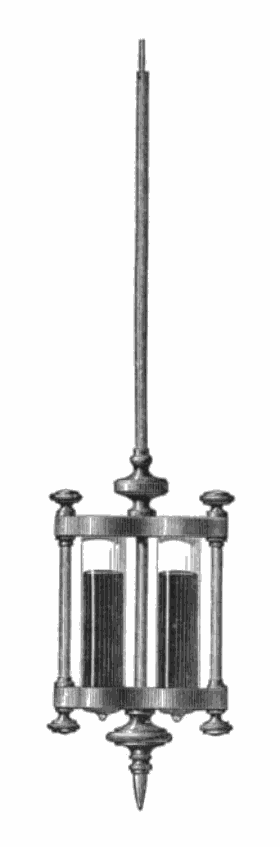
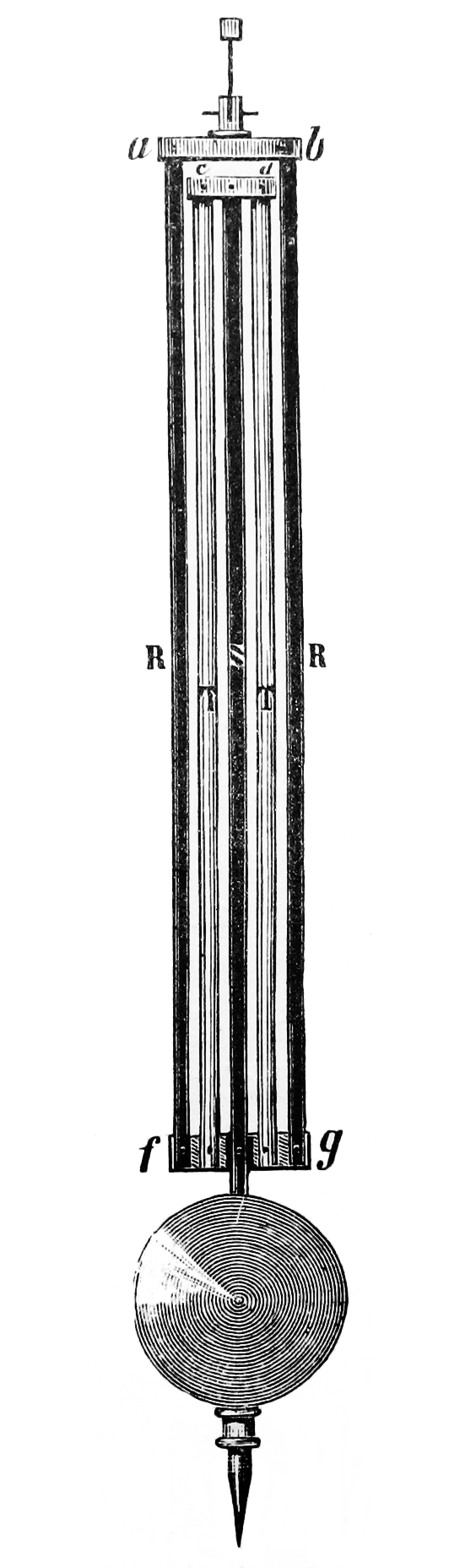